# چشمه بمونی چربیون
چشمه بمونی چربیون، روستایی از توابع بخش زیلائی شهرستان مارگون در استان کهگیلویه و بویراحمد است.

## جمعیت
این روستا در دهستان زیلائی قرار دارد و براساس سرشماری مرکز آمار ایران در سال ۱۳۸۵، جمعیت آن زیر سه خانوار بوده‌است.